# Audible (American Football)

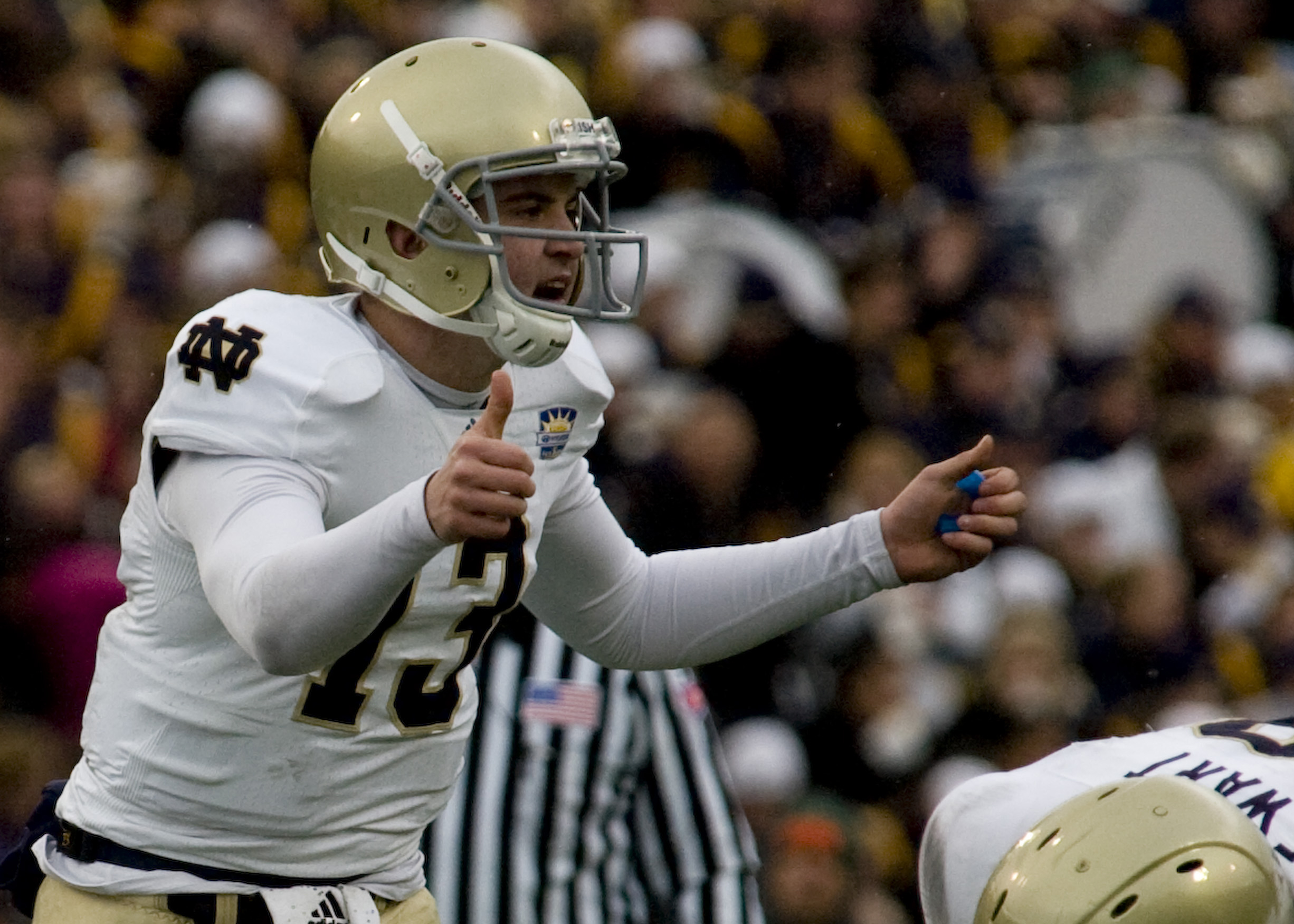
Tommy Rees, Quarterback der Notre Dame Fighting Irish, ändert mit einem Audible den Spielzug seiner Mannschaft im Sun Bowl 2010 in El Paso.

Ein Audible im American Football ist eine Spielzugänderung an der Line of Scrimmage. Es dient der Offense wie der Defense zur Anpassung an den gegnerischen Spielzug. Ein Audible kann durch vorher im Team abgestimmte Zeichen oder Worte ausgerufen werden und Folgendes verändern:
- Ein komplett neuer Spielzug wird ausgerufen,
- Ein Spieler bekommt eine neue Aufgabe (Blitz→Zone),
- Der Spielzug wird von Pass zum Lauf oder umgekehrt umgestellt.